# James McNeill
Pour les articles homonymes, voir McNeill.
Cet article concerne le politicien irlandais. Pour le peintre américain, voir James Abbott McNeill Whistler.
James McNeill (27 mars 1869 – 12 décembre 1938) est un homme politique et diplomate irlandais, le premier haut-commissaire à Londres et le deuxième gouverneur général de l'État libre d'Irlande, de 1928 à 1932.
Il est le frère de Eoin Mac Néill. En 1923, il épouse Josephine McNeill.